# Detecció de mentides

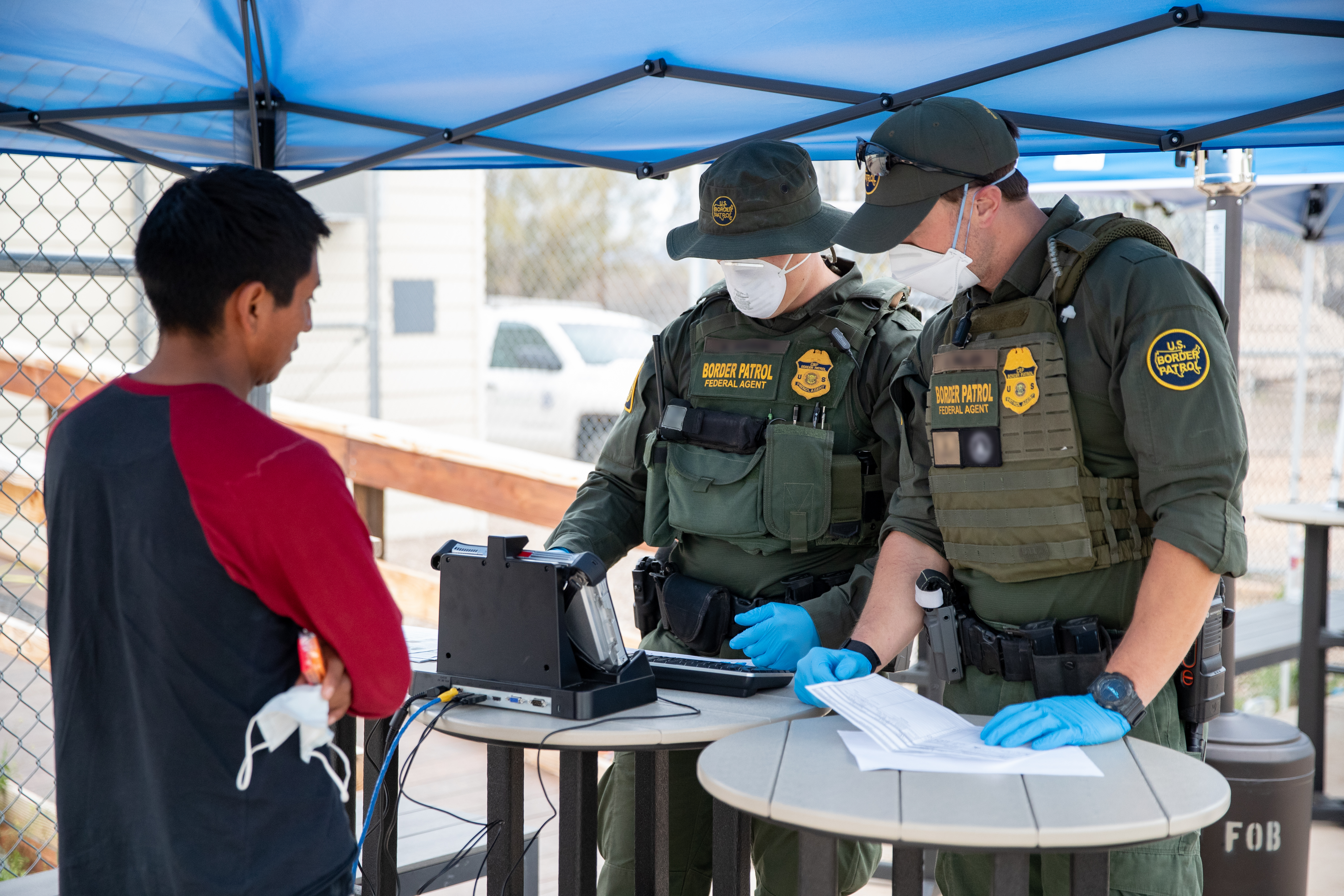
Interrogatoris duaners amb ocasionals deteccions de mentides

La detecció de mentides és una avaluació d'una declaració verbal amb l'objectiu de revelar un possible engany intencionat. La detecció de mentides pot referir-se a un procés cognitiu de detecció d'enganys mitjançant l'avaluació del contingut del missatge, així com d'indicis no verbals. També pot referir-se a tècniques d'interrogació utilitzades juntament amb tecnologies que registren funcions fisiològiques per poder determinar la veritat o la falsedat d'una resposta. Aquest últimes són utilitzades habitualment per les forces de l'ordre als Estats Units, però rarament en altres països perquè es basa en la pseudociència.
Hi ha una gran varietat de tecnologies disponibles per a aquest propòsit. La mesura més comuna i utilitzada durant molt de temps és el polígraf. Una revisió exhaustiva del 2003 de l'Acadèmia Nacional de Ciències de les investigacions existents va concloure que hi havia "poques bases per concloure que una prova de polígraf podia tenir una precisió extremadament alta". :2,212No hi ha proves que demostrin que la detecció de mentides no verbal, com ara el llenguatge corporal, sigui una manera eficaç de detectar mentides, encara que sigui àmpliament utilitzada per les forces de l'ordre.

## Exactitud general i limitacions de l'avaluació
L'evidència acumulada de la investigació suggereix que les màquines detecten l'engany millor que l'atzar, però amb taxes d'error importants i que les estratègies utilitzades per arribar a "superar" la prova del polígraf, les anomenades contramesures, poden ser efectives. Malgrat la falta de fiabilitat, els resultats són admissibles als tribunals en alguns països, com el Japó. Els resultats del detector de mentides s'admeten molt poques vegades en proves als tribunals dels Estats Units.
El 1983, l'Oficina d'Avaluació Tecnològica del Congrés dels EUA va publicar una revisió de la tecnologia i va trobar:
"...en l'actualitat només hi ha proves científiques limitades per establir la validesa de la prova del polígraf. Fins i tot quan l'evidència sembla indicar que les proves del polígraf detecten els subjectes enganyosos millor que l'atzar, són possibles taxes d'error importants, i les diferències entre examinadors i examinats i l'ús de contramesures poden afectar encara més la validesa."
A l'article acadèmic revisat per experts el 2007 "Charlatanry in forensic speech science", els autors van revisar 50 anys d'investigació de detectors de mentides i van arribar a la conclusió que no hi ha proves científiques que recolzin que els detectors de mentides d'anàlisi de veu funcionin realment. El fabricant de detectors de mentides Nemesysco va amenaçar amb demandar a l'editorial acadèmica per difamació que va provocar l'eliminació de l'article de les bases de dades en línia. En una carta a l'editorial, els advocats de Nemesysco van escriure que els autors de l'article podrien ser demandats per difamació si tornessin a escriure sobre el tema.
No obstant això, el "soroll" al polígraf pot provenir de la vergonya o l'ansietat i no ser específic de la mentida. Quan els subjectes són conscients de l'avaluació, la seva resposta emocional resultant, especialment l'ansietat, pot afectar les dades. A més a més, els trastorns psicològics poden causar problemes amb les dades, ja que determinats trastorns poden portar a una persona a fer una afirmació que creu que és veritat, però que en realitat és una invenció. Així com amb totes les proves, l'examinador pot provocar biaixos dins de la prova amb la seva interacció amb el subjecte i la interpretació de les dades.

## Història

### Segle XX
L'estudi dels mètodes fisiològics per a les proves d'engany que mesuraven els trastorns emocionals va començar a principis del segle xx. Vittorio Benussi va ser el primer a treballar en proves pràctiques d'engany basades en canvis fisiològics. Va detectar canvis en la relació inspiració-expiració, troballes confirmades per NE Burtt. Burtt va dur a terme estudis que van emfatitzar els canvis en la pressió arterial sistòlica quantitativa. William Moulton Marston va estudiar la pressió arterial i va observar un augment de la pressió arterial sistòlica de 10 mm Hg o més va indicar culpabilitat mitjançant l'ús de l'esfigmomanòmetre Tycos, amb el qual va informar d'una precisió del 90-100%. Els seus estudis van utilitzar estudiants i casos judicials reals. Aleshores, el 1913, WM Marston va determinar la pressió arterial sistòlica mitjançant mètodes oscil·latoris i les seves troballes citen canvis definits en la pressió arterial durant l'engany dels sospitosos criminals. El 1921, John Augustus Larson va criticar el mètode de pressió arterial intermitent de Marston perquè els canvis emocionals eren tan breus que es podien perdre. Per ajustar-ho, va modificar l'esfigmògraf Erlanger per donar una pressió arterial i una corba de pols contínua i el va utilitzar per estudiar 4.000 delinqüents. A la dècada de 1990, un equip de científics, Stanley Abrams, Jean M. Verdier i Oleg Maltsev van desenvolupar una nova metodologia que aportava sis coeficients que afecten positivament la precisió dels resultats de l'anàlisi del detector de mentides.

### Segle XXI
Dues metaanàlisis realitzades el 2004 van trobar una associació entre la mentida i l'augment de la mida de la pupil·la i els llavis comprimits. Els mentiders poden romandre més quiets, fer servir menys gestos amb les mans i fer menys contacte visual. Els mentiders poden trigar més temps a respondre les preguntes, però, d'altra banda, si han tingut temps de preparar-se, poden respondre més ràpidament que les persones que diuen la veritat, parlar menys i repetir frases més. No semblen estar més inquiets, ni parpellejar més ni tenir una postura menys relaxada.
Paul Ekman ha utilitzat el sistema de codificació d'acció facial (FACS) i "quan es combina amb mesures de veu i parla, [aconsegueix] taxes de precisió de detecció de fins al 90 per cent". No obstant això, actualment no hi ha proves que donin suport a aquesta afirmació. Actualment s'està automatitzant per utilitzar-lo en l'aplicació de la llei i encara s'està millorant per augmentar la precisió. Els seus estudis utilitzen microexpressions, que duren menys d'una cinquena part de segon, i "poden filtrar emocions que algú vol amagar, com ara la ira o la culpa". Tanmateix, "els signes d'emoció no són necessàriament signes de culpabilitat. Una persona innocent pot tenir aprensió i semblar culpable", ens recorda Ekman. Pel que fa als seus estudis, les mentides sobre les emocions en aquests moments tenen el major benefici de les indicacions facials i de veu, mentre que s'afegeixen les mentides sobre creences i accions, com els crims, utilitzen indicis de gestos i paraules. Ekman i els seus associats han validat molts signes d'engany, però no els publiquen tots per no educar els criminals
James Pennebaker utilitza el mètode d' investigació lingüística i recompte de paraules (LIWC), publicat per Lawrence Erlbaum, per dur a terme una anàlisi del contingut escrit. Afirma que té exactitud a l'hora de predir mentides. Pennebaker cita el seu mètode com "significativament més eficaç que els jutges humans per identificar correctament mostres d'escriptura enganyoses o veraces"; hi ha una taxa de precisió del 67% amb el seu mètode, mentre que les persones formades tenen un 52% de precisió. En aquest estudi es van utilitzar cinc procediments experimentals. L'estudi 1-3 va demanar als participants que parlessin, escriguessin a mà o escriguessin una afirmació vertadera o falsa sobre l'avortament. Els participants van ser assignats aleatòriament per dir una afirmació vertadera o falsa. L'estudi 4 es va centrar en els sentiments sobre els amics i l'estudi 5 va fer que els estudiants s'involucren en un delicte simulat i els van demanar mentir. Es va demanar als jutges humans que valoressin la veracitat de les 400 comunicacions sobre l'avortament. Els jutges van llegir o mirar la declaració i li van respondre sí o no sobre si aquesta declaració era falsa o no. LIWC va classificar correctament el 67% de les comunicacions d'avortament i els jutges van classificar correctament el 52%. Els seus estudis han identificat que l'engany porta tres marcadors escrits principals. El primer són menys pronoms en primera persona com ara "jo", "jo", "el meu", "el meu" i "jo mateix" (singular), així com "nosaltres", "nosaltres", "el nostre" i 'nosaltres' (plural). Els que menteixen "eviten les declaracions de propietat, es distancian de les seves històries i eviten assumir la responsabilitat del seu comportament" alhora que utilitzen paraules d'emoció més negativa com "odi, inútil i trist". En segon lloc, utilitzen "poques paraules d'exclusió com excepte, però o ni" quan "distingeixen el que van fer del que no van fer".
Més recentment, el treball de CA Morgan III i GA Hazlett ha proporcionat proves que una anàlisi informàtica del contingut de la parla derivat d'entrevistes cognitives (és a dir, la longitud de la resposta i el recompte de paraules únic) proporciona un mètode per detectar l'engany que és demostrablement millor que els judicis professionals de professionals i útils per distingir entre afirmacions adultes genuïnes i falses d'exposició a esdeveniments molt estressants i potencialment traumàtics. Aquest mètode és particularment prometedor, ja que no és confrontatiu, així com científic i culturalment vàlid.

## Tècniques d'interrogació i prova
Normalment hi ha tres tipus de preguntes que s'utilitzen a les proves de polígraf o a les proves d'anàlisi d'estrès de veu:
Les preguntes irrellevants estableixen una línia de base per comparar altres respostes fent preguntes senzilles amb respostes, clarament, certes i falses .
Les preguntes de comparació tenen una relació indirecta amb l'esdeveniment o la circumstància, i estan dissenyades per animar el subjecte a mentir.
Les preguntes rellevants es comparen amb preguntes de comparació (que haurien de representar respostes falses) i preguntes irrellevants (que haurien de representar respostes vertaderes). Es refereixen a allò que està especialment en qüestió.
La prova de preguntes de control (CQT) utilitza preguntes de control, amb respostes conegudes, per servir com a base fisiològica per comparar-les amb preguntes rellevants per a un incident concret. La pregunta de control hauria de tenir una resposta fisiològica més gran si es digués la veritat i una resposta fisiològica menor per a la mentida. La prova de coneixement culpable (GKT) és un format d'elecció múltiple en què es llegeixen les opcions de resposta o una resposta correcta i les respostes incorrectes addicionals i es registra la resposta fisiològica. Els controls són les respostes alternatives incorrectes. La resposta fisiològica més gran hauria de ser la resposta correcta. El seu punt és determinar si el subjecte té coneixement sobre un esdeveniment concret.
A part de la prova esbiaixada per no trobar persones innocents, també hi ha problemes en què alguns delinqüents poden tenir una resposta fisiològica més gran a la pregunta de control que a la pregunta específica, cosa que dificulta la determinació de la culpa amb aquest mètode fins i tot quan la gent no està utilitzant. tècniques específiques per intentar enganyar la prova. Tot i que els problemes amb les taxes de falsos positius i falsos negatius del CQT es comenten anteriorment, també hi ha problemes metodològics sobre com els defensors del CQT determinen la precisió de la prova. A causa del fet que l'exactitud del CQT sovint es determina a través de si una persona a qui se li fa la prova proporciona a la policia una confessió d'un delicte després d'haver realitzat la prova, això significa que els casos en què algú va ser absolt dels càrrecs després de prendre un polígraf. o, en el pitjor dels casos, fa una confessió falsa quan són realment innocents no es tenen en compte a l'hora de determinar l'exactitud de la prova. Una altra qüestió és que, a causa de com s'administra el CQT i de com funciona el procés de detecció de mentides, només les persones que estan decidides a ser enganyoses són interrogades més per a una confessió. Això vol dir que el resultat del polígraf i la confessió no són independents l'un de l'altre, cosa que fa molt difícil utilitzar les confessions com a únic determinant de la precisió de la prova. Aquests problemes metodològics proporcionen proves falses que donen suport a l'ús continuat d'aquesta prova, malgrat els nombrosos defectes que té la prova. Tot i que es podria dir que incloure aquesta prova com a eina policial és útil perquè de vegades pot proporcionar informació precisa, la probabilitat que causin dificultats indegudes a persones que són realment innocents i que perdi el temps en el procés, fa que aquest sigui un mètode molt poc fiable. perquè l'utilitzin els agents de l'ordre.
Tots dos es consideren esbiaixats contra els que són innocents, perquè els culpables que temen les conseqüències de ser descoberts poden estar més motivats per enganyar la prova. Diverses tècniques (que es poden trobar a internet) poden ensenyar a les persones a canviar els resultats de les proves, com ara arrossegar els dits dels peus i mossegar-se la llengua. Es va trobar que l'aritmètica mental era ineficaç per almenys un estudi, especialment en estudiants que comptaven enrere amb facilitat. Un estudi ha trobat que en la prova de coneixements culpables els subjectes poden centrar-se en les respostes alternatives i fer semblar que són innocents.

## Polígraf
La detecció de mentides habitualment implica el polígraf, i s'utilitza per provar ambdós estils d'engany. Detecta reaccions autònomes, com ara microexpressions, freqüència respiratòria, conductivitat de la pell i freqüència cardíaca. Les microexpressions són els canvis no verbals breus i incomplets en l'expressió mentre que la resta mostren una activació del sistema nerviós. Aquests canvis en les funcions corporals no són fàcilment controlats per la ment conscient. També poden tenir en compte la freqüència respiratòria, la pressió arterial, la dilatació capil·lar i el moviment muscular. Mentre fa una prova de polígraf, el subjecte porta un dispositiu de pressió arterial per mesurar les fluctuacions de la pressió arterial. La respiració es mesura utilitzant pneumògrafs al voltant del pit, i finalment es col·loquen elèctrodes als dits del subjecte per mesurar la conductivitat de la pell. Per determinar la veritat, s'assumeix que el subjecte mostrarà més signes de por a l'hora de respondre les preguntes de control, conegudes per l'examinador, en comparació amb les preguntes rellevants, on no es coneixen les respostes. Els polígrafs se centren més en el valor predictiu de la culpa dels exàmens comparant les respostes del participant a preguntes de control, preguntes irrellevants i preguntes rellevants per mesurar l'excitació, que després s'interpreta com una mostra de por i s'assumeix l'engany. Si una persona està mostrant un engany, hi haurà canvis en les respostes d'excitació autonòmica a les preguntes rellevants. Els resultats es consideren no concloents si no hi ha fluctuació en cap de les preguntes.
Se suposa que aquestes mesures indiquen una resposta a l'estrès a curt termini que pot ser de mentida o significació per al subjecte. El problema és que també s'associen amb l'esforç mental i l'estat emocional, de manera que es poden veure influenciats per la por, la ira i la sorpresa, per exemple. Aquesta tècnica també es pot utilitzar amb CQT i GKT.
Actualment, les agències governamentals dels Estats Units, com ara el Departament de Defensa, Seguretat Nacional, Duanes i Protecció de Fronteres, i fins i tot el Departament d'Energia, utilitzen polígrafs. Aquestes agències les fan servir regularment per examinar els empleats.
Els crítics afirmen que la "detecció de mentides" mitjançant l'ús de la poligrafia no té validesa científica perquè no és un procediment científic. La gent ha trobat maneres d'intentar enganyar el sistema, com ara prendre sedants per reduir l'ansietat; utilitzar antitranspirant per evitar la sudoració; i col·locar agulles o mossegar parts de la boca després de cada pregunta per demostrar una resposta fisiològica constant. A mesura que s'han desenvolupat la tecnologia i la investigació, molts s'han allunyat de la poligrafia a causa dels inconvenients d'aquest estil de detecció. La poligrafia té una taxa de precisió del 70%, que és només un 16% millor que la detecció de mentides a la població general. Algú que ha suspès la prova té més probabilitats de confessar que algú que l'ha aprovat, contribuint a que els examinadors del polígraf no coneguin els errors que han comès i millorin així.

## Anàlisi de l'estrès de la veu
L'anàlisi de l'estrès de la veu (també anomenada anàlisi de risc de veu) utilitza ordinadors per comparar el to, la freqüència, la intensitat i els microtremolors. D'aquesta manera, l'anàlisi de veu "detecta minuscules variacions en la veu pensada per indicar mentida". Fins i tot es pot utilitzar de manera encoberta per telèfon i ha estat utilitzat per companyies bancàries i d'assegurances, així com pel govern del Regne Unit. Els bancs i companyies d'assegurances avaluen la veritat dels clients en determinades situacions on s'utilitzen ordinadors per registrar les respostes. A continuació, el programari compara les preguntes de control amb les preguntes rellevants avaluades per engany. Tanmateix, la seva fiabilitat ha estat debatuda per revistes revisades per parells."Quan una persona menteix, una interferència involuntària dels nervis fa que les cordes vocals produeixin una ona sonora distorsionada, és a dir, un nivell de freqüència diferent del que produeix la mateixa persona quan diu la veritat".
Diversos estudis publicats en revistes revisades per parells van mostrar que VSA funciona a nivell d'atzar quan es tracta de detectar l'engany. Horvath, McCloughan, Weatherman i Slowik, (2013), per exemple, van provar VSA en els enregistraments d'interrogatori de 74 sospitosos. Divuit d'aquests sospitosos van confessar més tard, fent de l'engany la veritat terrestre més probable. Amb una classificació precisa del 48%, VSA va actuar a nivell d'atzar. Diversos altres estudis van mostrar resultats similars (Damphousse, 2008; Harnsberger, Hollien, Martin i Hollien, 2009). El 2003, el National Research Council va concloure que "En general, aquesta investigació i les poques proves controlades realitzades durant l'última dècada ofereixen poca o cap base científica per a l'ús de l'analitzador d'estrès de veu de l'ordinador o instruments de mesura de veu similars". :168

## Comportament no verbal
Sovint, la gent avalua les mentides en funció del comportament no verbal, però s'apressa a posar massa mèrit en indicadors enganyosos, com ara: evitar el contacte visual, augment de les pauses entre declaracions i moviments excessius originats de les mans o els peus. Dispositius com el detector de mentides Silent Talker controlen un gran nombre de microexpressions en intervals de temps i les codifiquen en grans vectors que es classifiquen com a que mostren un comportament veraç o enganyós per la intel·ligència artificial o els classificadors estadístics.
El doctor Alan Hirsch, del departament de Neurologia i Psiquiatria del Rush Presbyterian-St. Luke's Medical Center de Chicago, va explicar la "síndrome de Pinotxo" o "efecte Pinotxo" com: la sang corre al nas quan la gent menteix. Aquesta sang extra pot fer picor al nas. Com a resultat, les persones que estiren la veritat tendeixen a rascar-se el nas o tocar-la més sovint.

### Seguiment ocular
John Kircher, Doug Hacker, Anne Cook, Dan Woltz i David Raskin han desenvolupat una tecnologia de seguiment ocular a la Universitat de Utah que consideren una alternativa de polígraf. Aquesta no és una reacció emocional com el polígraf i altres mètodes, sinó una reacció cognitiva. Aquesta tecnologia mesura la dilatació de la pupil·la, el temps de resposta, el temps de lectura i relectura i els errors. Les dades es registren mentre els subjectes responen preguntes vertaderes o falses en un ordinador.
Han descobert que cal més esforç per mentir que per donar la veritat i, per tant, el seu objectiu és trobar indicis de treball dur. Les persones que no diuen la veritat podrien, per exemple, haver dilatat les pupil·les i alhora trigar més a respondre la pregunta.
El seguiment ocular ofereix diversos avantatges respecte al polígraf: menor cost, 1/5 del temps de realització, no cal que els subjectes estiguin "connectats" a res i no requereix examinadors de polígraf qualificats per fer la prova.

## Observacions cerebrals
La cronometria cognitiva, o la mesura del temps necessari per realitzar operacions mentals, es pot utilitzar per distingir la mentida de la veritat. Un instrument recent que utilitza la cronometria cognitiva per a aquest propòsit és l'aletiòmetre de resposta antagònica cronometrada, o TARA.
La lectura del cervell utilitza fMRI i els múltiples voxels activats al cervell evocats per un estímul per determinar què ha detectat el cervell i, per tant, si és familiar.
L'espectroscòpia d'infrarojos propers (fNRI) també detecta l'oxigen i l'activitat al cervell com la fMRI, però en canvi mira els nivells d'oxigen en sang. És avantatjós per a la fMRI perquè és portàtil, però la seva resolució d'imatge és de menor qualitat que la fMRI.
Com que hi ha diferents estils de mentida, es construeix un engany espontani o artificial a partir d'una barreja d'informació ja emmagatzemada en la memòria semàntica i episòdica. Està aïllat i és més fàcil de generar perquè no té una comprovació creuada a la imatge més gran. Aquest estil contrasta les mentides memoritzades que no són tan riques en detalls però que es recuperen de la memòria. Sovint encaixen en un escenari real per facilitar la memòria.

### Doppler transcranial funcional (fTCD)
Els desenvolupaments recents que permeten un seguiment no invasiu mitjançant la tècnica Doppler transcranial funcional (fTCD) van demostrar que la resolució de problemes amb èxit utilitza una estratègia de coneixement discret (DKS) que selecciona les vies neuronals representades en un hemisferi, mentre que el resultat infructuós implica una estratègia de coneixement no discreta. nDKS). Una prova poligràfica es podria veure com una tasca de memòria de treball. Això suggereix que el model DKS pot tenir una correlació en les operacions mnemotècniques. En altres paraules, el model DKS pot tenir una base de coneixement discreta (DKB) de components essencials necessaris per a la resolució de tasques, mentre que per a nDKS, DKB està absent i, per tant, es produeix una cerca "global" o bihemisfèrica. Basant-se en aquesta darrera premissa, es va dissenyar un sistema de 'detector de mentides' tal com es descriu a United States Patent No. 6,390,979 a l'USPTO (anglès). S'obté un patró de canvis de velocitat del flux sanguini en resposta a preguntes que inclouen respostes correctes i incorrectes. La resposta incorrecta provocarà l'activació bihemisfèrica, a partir de la resposta correcta que activa la resposta unilateral. La poligrafia cognitiva basada en aquest sistema està desproveïda de qualsevol control subjectiu dels processos mentals i, per tant, d'alta fiabilitat i especificitat; no obstant això, això encara s'ha de provar en la pràctica forense. Vegeu també biometria cognitiva.

### Potencials relacionats amb esdeveniments (ERP)
Els potencials relacionats amb l'esdeveniment avaluen el reconeixement i, per tant, poden ser eficaços o no per avaluar l'engany. En els estudis ERP s'avaluen les ones d'amplitud P3, essent aquestes ones grans quan es reconeix un ítem. Tanmateix, s'ha observat que les amplituds P100 tenen una correlació significativa amb les qualificacions de fiabilitat, la importància de les quals es discutirà a la secció EEG. Això, juntament amb altres estudis, fa pensar que, com que els estudis ERP es basen en processos perceptius ràpids, "són integrals per a la detecció de l'engany".

### Electroencefalografia (EEG)
L'electroencefalografia, o EEG, mesura l'activitat cerebral mitjançant elèctrodes connectats al cuir cabellut d'un subjecte. L'objectiu és identificar el reconeixement de dades significatives mitjançant aquesta activitat. Es mostren imatges o objectes al subjecte mentre s'implementen tècniques d'interrogació per determinar el reconeixement. Això pot incloure imatges de l'escena del crim, per exemple.
La fiabilitat percebuda és interpretada per l'individu mirant una cara, i aquesta disminueix quan algú menteix. Aquestes observacions són "massa subtils per ser processades explícitament pels observadors, però afecten els processos cognitius i afectius implícits". Aquests resultats, en un estudi de Heussen, Binkofski i Jolij, es van obtenir mitjançant un estudi amb un paradigma N400 que inclou dues condicions dins de l'experiment: cares veraces i cares mentides. Les cares van parpellejar durant 100 ms i després els participants les van puntuar. Tanmateix, les limitacions d'aquest estudi serien que només comptava amb 15 participants i l'edat mitjana era de 24 anys.
Els algorismes d'aprenentatge automàtic aplicats a les dades d'EEG també s'han utilitzat per descodificar si un subjecte creia o no creia una afirmació que arribava al 90% de precisió. Aquest treball va ser una extensió del treball de Sam Harris i col·legues i va demostrar a més que la creença precedia la incredulitat en el temps, cosa que suggereix que el cervell pot acceptar inicialment declaracions com a descripcions vàlides del món (creença) abans de rebutjar aquesta noció (incredulitat). Comprendre com el cervell avalua la veracitat d'una declaració descriptiva pot ser un pas important per construir mètodes de detecció de mentides basats en neuroimatge.

### Imatge de ressonància magnètica funcional (fMRI)
La ressonància magnètica funcional mira al sistema nerviós central per comparar el temps i la topografia de l'activitat al cervell per a la detecció de mentides. Mentre que un polígraf detecta canvis en l'activitat del sistema nerviós perifèric, la RMf té el potencial de detectar la mentida a la "font".
fMRI utilitzen electroimants per crear seqüències de pols a les cèl·lules del cervell. Aleshores, l'escàner fMRI detecta els diferents polsos i camps que s'utilitzen per distingir les estructures de teixits i la distinció entre capes del cervell, tipus de matèria i la capacitat de veure creixements. El component funcional permet als investigadors veure l'activació al cervell al llarg del temps i avaluar l'eficiència i la connectivitat comparant l'ús de sang al cervell, la qual cosa permet identificar quines parts del cervell utilitzen més oxigen i, per tant, s'utilitzen durant una tasca específica. Les dades de FMRI s'han examinat a través de la lent dels algorismes d'aprenentatge automàtic per descodificar si els subjectes creien o no creien declaracions, que van des de declaracions matemàtiques, semàntiques fins a creences religioses.
Històricament, les proves del detector de mentides fMRI no s'han permès com a evidència en procediments legals, l'intent més famós va ser el cas de frau d'assegurances de Harvey Nathan el 2007 La manca de suport legal no ha impedit que empreses com No Lie MRI i CEPHOS ofereixin exploracions privades de fMRI per provar l'engany. Tot i que els estudis de fMRI sobre enganys han afirmat una precisió de detecció de fins al 90%, molts tenen problemes amb la implementació d'aquest estil de detecció. Només es poden utilitzar respostes sí o no que permeten flexibilitat en la veritat i l'estil de la mentida. Algunes persones no poden prendre-ne cap, com ara aquelles amb condicions mèdiques, claustrofòbia o implants.

## Drogues
Les drogues de la veritat com el tiopental de sodi, l'etanol i el cànnabis (històricament parlant) s'utilitzen per obtenir informació precisa d'un subjecte que no ho vol. S'ha demostrat que la informació obtinguda per les drogues de la veritat divulgades públicament és molt poc fiable, i els subjectes aparentment barrejaven lliurement realitat i fantasia. Gran part de l'efecte afirmat es basa en la creença dels subjectes que no poden dir una mentida mentre estan sota la influència de la droga.